# Zapotempa
Zapotempa är en ort i Mexiko.   Den ligger i kommunen Chicontepec och delstaten Veracruz, i den sydöstra delen av landet, 200 km nordost om huvudstaden Mexico City. Zapotempa ligger 143 meter över havet och antalet invånare är 120.
Terrängen runt Zapotempa är kuperad åt sydväst, men åt nordost är den platt. Runt Zapotempa är det ganska tätbefolkat, med 65 invånare per kvadratkilometer. Närmaste större samhälle är La Ceiba, 16,1 km söder om Zapotempa. Omgivningarna runt Zapotempa är en mosaik av jordbruksmark och naturlig växtlighet.